# Ozan Güven
Ozan Güven (Núremberg, Alemania, 19 de mayo de 1975) es un actor de películas, series y de teatro.

## Biografía
Estudió actuación en el Izmir Municipal Conservatory y actuó en el renombrado Şahika Tekand Theatre en Estambul. Él también estudió Baile Moderno en el Mimar Sinan Universidad de Bellas artes.
Con un sentido notable de psicología y humor actuó en una gran gama de caracteres en varios géneros, incluyendo obra, thriller de delito o comedia satírica. Además de muchas series de televisión y las exitosas películas de arte como Ali Özgentürk's  Balalayka o Ümit Ünal's  Dokuz (9), Ozan Güven también protagonizó con su amigo Cem Yılmaz en la comedia de ciencia ficciónG.O.R.A, su secuela A.R.O.G así como también en la parodia Occidental Yahşi Bati.
En 2005, se casó con la directora Türkan Derya. Tienen un niño. Se divorciaron en 2010.

## Filmografía

### Películas
- Annemin Yarası (La herida de mi madre)(2016), como Borislav Miliç
- Pek Yakında (2014), como Boğaç Boray
- Ejder Kapanı (2010)
- Yahşi Bati (2010), como Lemi Galip
- Anneannem (2010)
- A.R.O.G. (2008), Taşo
- Anlat İstanbul (Cuentos de Estambul, 2005)
- Yazı Tura (Toss-Arriba, 2004)
- G.O.R.A (2004), Robot 216
- Dokuz (2002), Kaya[2]
- Balalayka (2000), Mehmet
- Yıldız Tepe (2000)

### Series de televisión
- Muhteşem Yüzyıl (El sultán) (2012-2014), la función de Damat Rüstem Paşun
- Koyu Kırmızı (2012), Cemil Şenel
- Puedeım Ailem (2009), Ali
- Hırsız Polis (2005), Kibar Necmi
- Bir İstanbul Masalı (2003), Demir Arhan
- Bana Abi De (2002), Yiğlo
- Havada Bulut (2002), Necip
- Aslı ile Kerem (2002), Kerem
- Koçum Benim (2002), Umut
- Dünya Varmış (2001), Çetin
- İkinci Bahar (Segunda primavera, 1998), Ulaş
- Çiçeği Büyütmek (1998)
- Babil(2020)

## Premios
- Mejor promesa de actor joven en el 22.º SİYAD (Asociación de Críticos de la Película) Premios de Cine turco (por el rol de Mehmet en Balalayka).[3]
- Premio de Jurado especial en el 10.º ÇASOD (Asociación de Actores de Cine Contemporánea) Premios de Actor (por el rol en Ümit Ünal's film Dokuz; otorgado junto con Serra Yılmaz, Cezmi Baskın, Ali Poyrazoğlu, Fikret Kuşkan, Rafa Radomisli y Esin Pervane).[4]